# La Savane des esclaves
La Savane des esclaves est un site typique créé par Gilbert Larose, depuis 2000, sur la commune des Trois-Ilets, en Martinique, dans l'objectif déclaré « de préserver et faire connaître le patrimoine de l'île ». Initiative privée, ouvert au public depuis décembre 2004, la Savane des Esclaves a accueilli en 2006 plus de 10 000 visiteurs de toutes nationalités.

## Présentation
« Sans aide financière d’aucune sorte, (Gilbert Larose) a entièrement recréé un village "Antan Lontan", bâti sur le modèle fin dix-neuvième, début XXe siècle. »  Présenté quasiment comme un village d'antan, on y trouve des cases traditionnelles d'habitation, un grand carbet, une case à manioc, un jardin créole dans lequel les cultures sont faites sans engrais ni pesticides, à la mode des anciens ; de nombreuses plantes médicinales, des arbres fruitiers rares et depuis décembre 2008, des sculptures de Narcisse Ranarison.
Chaque habitation reconstituée est consacrée à certaines informations. Dans l’une des cases, il est expliqué comment presser la canne pour en extraire le jus à l'aide d'un pressoir rudimentaire, dans une autre comment piler la graine de cacao pour fabriquer du chocolat, une autre encore est consacrée à la présentation des plantes aromatiques…
À retenir que ce site n'est pas principalement voué à l'esclavage. Il présente un regard sur la beauté de l'île, ses avantages naturels…

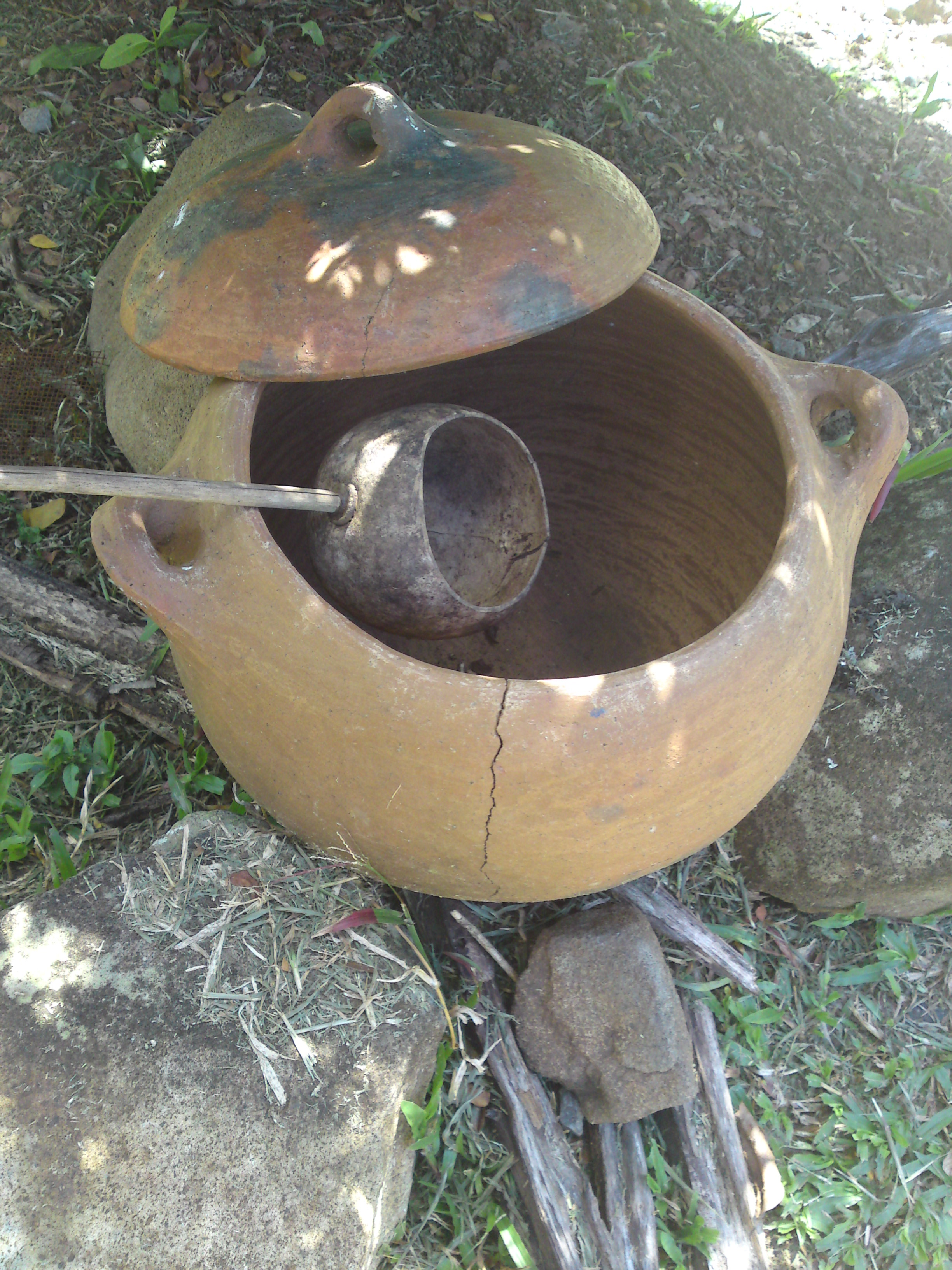
Reconstitution d'un feu de cuisine, devant la case. La louche est faite avec une calebasse

## Œuvre
Gilbert Larose crée une bande dessinée, « l’histoire de Martinique », afin, selon l'auteur, de toucher un public encore plus nombreux et de transmettre l’histoire de Martinique des Arawaks à l’abolition de l’esclavage.